# Hopkinton (Rhode Island)
Hopkinton es un pueblo ubicado en el condado de Washington en el estado estadounidense de Rhode Island. En el año 2000 tenía una población de 7,836 habitantes y una densidad poblacional de 70.4 personas por km².

## Geografía
Hopkinton se encuentra ubicado en las coordenadas 41°27′40″N 71°46′39″O / 41.46111, -71.77750. Según la Oficina del Censo, la ciudad tiene un área total de 114,3 km² (44,1 mi²), de la cual 114,3 km² (44,1 mi²) es tierra y 3 km² (1,2 mi²) (2.58%) es agua.

## Demografía
Según la Oficina del Censo en 2000 los ingresos medios por hogar en la localidad eran de $52,181, y los ingresos medios por familia eran $59,143. Los hombres tenían unos ingresos medios de $39,804 frente a los $29,189 para las mujeres. La renta per cápita para la localidad era de $23,835. Alrededor del 4.8% de la población estaban por debajo del umbral de pobreza.